# Râul Varnițele
Râul Varnițele este un curs de apă, afluent al râului Nechitu. 